# Medicine Lake (Minnesota)
Medicine Lake es una ciudad ubicada en el condado de Hennepin en el estado estadounidense de Minnesota. En el Censo de 2010 tenía una población de 371 habitantes y una densidad poblacional de 443,48 personas por km².

## Geografía
Medicine Lake se encuentra ubicada en las coordenadas 45°0′9″N 93°25′23″O / 45.00250, -93.42306. Según la Oficina del Censo de los Estados Unidos, Medicine Lake tiene una superficie total de 0.84 km², de la cual 0.45 km² corresponden a tierra firme y (45.82%) 0.38 km² es agua.

## Demografía
Según el censo de 2010, había 371 personas residiendo en Medicine Lake. La densidad de población era de 443,48 hab./km². De los 371 habitantes, Medicine Lake estaba compuesto por el 89.76% blancos, el 4.31% eran afroamericanos, el 1.35% eran amerindios, el 2.16% eran asiáticos, el 0% eran isleños del Pacífico, el 0% eran de otras razas y el 2.43% pertenecían a dos o más razas. Del total de la población el 1.35% eran hispanos o latinos de cualquier raza.